# Yvan Attal
Yvan Attal, född 4 januari 1965 i Tel Aviv, Israel, är en fransk skådespelare, manusförfattare och regissör.
Attal föddes i Tel Aviv i Israel av judiska fransk-algeriska föräldrar och växte upp i Paris förorter.
Yvan Attals skådespelar-debut var i Éric Rochants En värld utan medlidande (1989), för vilken han vann César Award för mest lovande skådespelare. Hans första film som regissör var Ma femme est une actrice (2001), där Charlotte Gainsbourg, Attals fru, hade en biroll. Paret har tre barn.
Yvan Attal har också varit skådespelare i The Interpreter och Anthony Zimmer. I  Rush Hour 3 spelade han en fransk taxichaufför kallad George och han var Tom Cruises röst i den franska versionen av Eyes Wide Shut (1999), Mission: Impossible II (2000) and Vanilla Sky (2001).

## Filmografi i urval
- 1999 – Med liv och lust
- 2004 – ... and They Lived Happily Ever After (skådespelare, manus och regi)
- 2005 – Tolken
- 2005 – München
- 2005 – Anthony Zimmer
- 2006 – The snake
- 2006 – Rush Hour 3
- 2008 – Jakten på Klaus Barbie
- 2009 – En sydfransk affär
- 2009 – New York, I Love You (manus och regi)
- 2023 – Bardot (TV-serie)
- 2025 – Bastion 36